# 240 a.C.
Il 240 a.C. (CCXL a.C. in numeri romani) è un anno  del III secolo a.C.

## Eventi

### Per luogo

#### Bacino del Mediterraneo
- Inizio della rivolta dei mercenari Cartaginesi.

### Per argomento

#### Arti e religione
- Prima rappresentazione di Achilles, la prima tragedia in latino, scritta da Livio Andronico.
- Redazione del Papiro di Ani, un testo del genere Libro dei morti dell'Antico Egitto.

#### Astronomia
- 25 maggio - Passaggio al perielio della cometa di Halley che viene osservata da astronomi cinesi della dinastia Qin, e per la prima volta documentata in forma scritta. (Attualmente è catalogata come evento astronomico 1P/−239 K1).

## Nati
- Diocle, matematico greco antico († 180 a.C.)
- Massinissa, sovrano berbero († 148 a.C.)

## Morti
- Glaucone, politico ateniese
- Posidippo, poeta greco antico (n. 310 a.C.)
- Tolomeo di Telmesso, nobile macedone antico (n. 299 a.C.)